# Querlesen
Querlesen oder auch Diagonallesen ist eine Lesetechnik.
Mit Querlesen wird eine Schnelllesetechnik bezeichnet, mit welcher es in kurzer Zeit möglich ist, einen Überblick über den Inhalt eines Textes zu erhalten. Das Auge „überfliegt“ dabei den Text von der linken oberen Ecke der Seite in diagonalen Sprüngen zur rechten unteren Ecke. Dadurch wird eine hohe Lesegeschwindigkeit erreicht. Ziel ist es, intuitiv die entscheidenden Stellen (Stichworte) im Text zu erfassen. Daher wird trainiert, das Auge diszipliniert über die Seite streifen zu lassen und feste Wortgruppen als Ganzes zu erfassen.